# Erich Hirth
Erich Hirth (* unbekannt; † 28. Juni 1934 in oder bei Hohenstein-Ernstthal) war ein deutscher Motorradrennfahrer.

## Werdegang
Erich Hirth, für den Chemnitz als Wohnort angegeben wird, gewann im April 1926 auf Schüttoff die Klasse bis 250 cm³ beim Eilenriederennen in Hannover. 1929 gewann er mit dem Schüttoff-Motorradclub Chemnitz die Sächsische Klubmeisterschaft.
Im Jahr 1934 war er für den Großen Preis von Deutschland 1934, der auf dem Badberg-Viereck, dem späteren Sachsenring, in Hohenstein-Ernstthal stattfand, gemeldet. Am Donnerstag, 28. Juni 1934, verunglückte Hirth kurz vor dem offiziellen Beginn der Veranstaltung bei einer Trainingsfahrt auf der Strecke schwer: er kam bei hoher Geschwindigkeit von der Piste ab und prallte gegen einen Baum, wobei er ums Leben kam.
Der Große Preis von Deutschland 1934 am 1. Juli wurde von einer Reihe von Unfällen überschattet. Der schwedische Husqvarna-Pilot Gunnar Kalén sowie die beiden belgischen FN-Werksfahrer Pol Demeuter und Erik Haps, der unter dem Pseudonym „Noir“ startete, verunglückten tödlich. Der deutsche Spitzenpilot Josef Klein zog sich bei einem Unfall, der ähnlich wie Hirths ablief, schwere Kopfverletzungen zu, aufgrund derer er seine aktive Laufbahn beenden musste und der Österreicher Rudolf Runtsch zog sich einen Wadenbeinbruch zu.

## Rennsiege
| Jahr | Klasse  | Maschine  | Rennen           | Strecke    |
| ---- | ------- | --------- | ---------------- | ---------- |
| 1926 | 250 cm³ | Schüttoff | Eilenriederennen | Eilenriede |